# Éger László
Éger László (Paks, 1977. május 7. –) magyar válogatott labdarúgó, hátvéd.

## Pályafutása
A Dunaferr SE csapatával mutatkozott be az első osztályban. Első NB I-es mérkőzését 1998. augusztus 1-jén a 3-2-vel végződött Vasas Danubius Hotels - Dunaferr SE  bajnokin játszotta. Magyar bajnok is lett a dunaújvárosi klubbal az 1999/2000-es szezonban. Majd átigazol Debrecenbe, mert előző csapata bukdácsolt és szétesett. A Debreceni VSC színeiben ismét bajnok lett, a 2004/2005-ös bajnokságban. Ezután Spanyolországba csábították, de nem ment neki a játék ezért visszatért nevelőegyütteséhez Tolna megyébe. 2007-től 2014-ig a Paksi FC játékosa volt. Utolsó mérkőzését 2014. június 1-én játszotta a Ferencváros ellen.
A válogatottban 2004 és 2006 között összesen 9 mérkőzést játszott.

## Sikerei, díjai
- Magyar bajnokság
  - bajnok: 1999–00, 2004–05
  - 2.: 2010–11
- Ligakupa
  - győztes: 2011
  - döntős: 2010

## Statisztika

### Mérkőzései a válogatottban
| Magyarország | Magyarország        | Magyarország                    | Magyarország        | Magyarország | Magyarország | Magyarország | Magyarország | Magyarország |
| #            | Dátum               | Helyszín                        | Hazai               | Eredmény     | Vendég       | Kiírás       | Gólok        | Esemény      |
| ------------ | ------------------- | ------------------------------- | ------------------- | ------------ | ------------ | ------------ | ------------ | ------------ |
| 1.           | 2004. december 2.   | Bangkok (THA)                   | Magyarország        | 5 – 0        | Észtország   | Király-kupa  | -            |              |
| 2.           | 2005. augusztus 17. | Budapest, Puskás Ferenc Stadion | Magyarország        | 1 – 2        | Argentína    | barátságos   | -            |              |
| 3.           | 2005. szeptember 7. | Budapest, Puskás Ferenc Stadion | Magyarország        | 0 – 1        | Svédország   | vb-selejtező | -            |              |
| 4.           | 2005. november 16.  | Athén, Karaiszkákisz Stadion    | Görögország         | 2 – 1        | Magyarország | barátságos   | -            |              |
| 5.           | 2006. május 30.     | Manchester, Old Trafford        | Anglia              | 3 – 1        | Magyarország | barátságos   | -            |              |
| 6.           | 2006. augusztus 16. | Linz, UPC-Arena                 | Ausztria            | 1 – 2        | Magyarország | barátságos   | -            |              |
| 7.           | 2006. szeptember 2. | Budapest, Szusza Ferenc Stadion | Magyarország        | 1 – 4        | Norvégia     | Eb-selejtező | -            | 62'          |
| 8.           | 2006. szeptember 6. | Zenica, Bilino Polje Stadion    | Bosznia-Hercegovina | 1 – 3        | Magyarország | Eb-selejtező | -            |              |
| 9.           | 2006. október 7.    | Budapest, Puskás Ferenc Stadion | Magyarország        | 0 – 1        | Törökország  | Eb-selejtező | -            |              |
|              | Összesen            |                                 |                     | 9            | mérkőzés     |              | 0            | gól          |